# ستيفاني بيك
ستيفاني بيك هي دبلوماسية كندية، ولدت في عقد 1960.